# Friedrich Schleiermacher
Friedrich Daniel Ernst Schleiermacher, nemški filozof in teolog, * 21. november 1768, Breslau, Kraljevina Prusija, † 12. februar 1834. 
Večinoma se je ukvarjal s filozofijo religije in hermenevtiko biblijskih besedil ter tako prispeval k razvoju moderne teologije. 

## Življenje
Schleiermacher se je rodil leta 1768 v Breslauvu (Brandenburška provinca, Kraljevina Prusija) kot sin pruskega vojščaka. Svojo študijsko pot je začel v pietistični (luteranski) šoli Herrnhuter Brüdergemeine. Zaradi dvomov v nekatere pietistične doktrine, ki se jih je učil na tej šoli, se je prešolal na Univerzo Halle v Berlinu. Tam je nadaljeval s študijem teologije in leta 1790 tudi diplomiral. V času študija je večino časa posvečal preučevanju Kantove filozofije. Kot produkt le-te so nastali številni neizdani eseji, ki so miselno nasprotovali Kantovemu mišljenju. Malo kasneje je začel pisati tekste z religiozno tematiko. Med leti 1794 in 1796 je deloval kot pastor v Landsbergu. Nato se je preselil v Berlin, kjer je postal bolnišnični župnik. Takrat je srečal tudi znane predstavnike romantike, ki so ga med drugim navdihovali pri ustvarjanju. Tako je med drugim nastalo eno njegovih najpomembnejših del, O religiji (govori izobraženim med njenimi zaničevalci). Med leti 1799 in 1804 se je prevajal Platonove dialoge. Ti so bili izdani med leti 1804 in 1828. Ob tem se je ukvarjal tudi s problematiko prevajanja.
Schleiermacher je gojil ljubezenska čustva do dveh poročenih žensk (ge. Herz in ge. Grunow), a iz tega se je razvil le škandal, zaradi katerega je moral zapustiti Berlin. Tako se je leta 1804 zaposlil na Univerzi Halle, kjer je najprej poučeval etiko in nato hermenevtiko. Tri leta pozneje se je zaradi francoske okupacije (čas Napoleonovih osvajanj) preselil v Berlin, kjer se je poročil s Henrietto von Willich. Skupaj sta imela otroke, on pa je še naprej nadaljeval s poučevanjem hermenevtike na Berlinski univerzi in pisanjem knjig. Leta 1800 je postal član Berlinske akademije znanosti. Sočasno z njegovo dobo prevajanja se je začel občasno ukvarjati še z estetiko (1819) in Jezusovim življenjem. V zadnjih letih življenja pa se je večinoma posvečal filozofiji religije.
Umrl je leta 1834 v Berlinu.

## Delovanje
Schleiermacher je v svoji karieri sprejel Kantovo načelo o tem, da je znanje omejeno z izkušnjami, vendar ga je priredil po svoje. Sprejel je namreč obstoj tako imenovanega »Ding an Sich« oz. noumena (stvar, ki obstaja, vendar je ne moremo na nikakršen način zaznati) in ga po svoje imenoval kar  das Sein, bit.
Schleiermacher je bil zelo aktiven na področju hermenevtike in je zato v mnogih virih zaznamovan kot »oče hermenevtike«. Njegovih del s tega področja sicer ni veliko, se je pa z njo zagreto ukvarjal kot učitelj med predavanji. Vsi zapisi na to temo so bili skrbno zbrani po njegovi smrti, pozneje se je po njegovi zaslugi razvila v svobodno vejo znanosti. Ukvarjal se je večinoma z alternativno interpretacijo biblijskih in klasičnih besedil, ki so bila dotlej javnosti predstavljena specifično, ustaljeno in nerazumljivo. Za popolno interpretacijo vseh besedil je sestavil sistem, ki ga je poimenoval »Kunst des Verstehens« oz. »umetnost razumevanja«. Z njim je interpretacijo besedila razdelil na upoštevanje in opazovanje misli in ciljev pisatelja (psihološka interpretacija) ter na splošno uporabo jezika (slovnična interpretacija). Glavni cilj hermenevtike je bil zanj razumevanje, ki pa ga mora čim natančneje izraziti z besedami; interpretator mora uporabljati čim primernejši jezik in poleg tega še paziti in budno spremljati, če mu poslušalci sledijo. Izogibati se mora nejasnostim, ki so lahko plod govorčevega nerazumevanja ali pa plod površnega izražanja.
Življenja pa filozof ni posvetil le veri in teologiji, temveč je svoje zanimanje usmeril tudi v moralni svet, v katerem je vera zanj predstavljala le nadomestni del. V svojih zgodnjih esejih je kritiziral po njegovo napačne nazore mnogih znanih filozofov, med njimi tudi Kanta in Fichteja; prizanesel je le Platonu in Spinozi.
Schleiermacher je za seboj pustil velik vpliv na področju teologije, ki je bil še posebej opazen v 19. in na začetku 20. stoletja. Med letoma 1925 in 1955 so bili njegovi pogledi napadeni s strani neortodoksne teologije, ustanovljene s strani Karla Bartha in Emila Brunnerja. Pozneje se je spet pojavilo cenjenje in raziskovanje filozofovih del, zaradi vnovičnega zanimanja za teologijo 19. stoletja.
Po filozofu je poimenovan asteroid 12694 s strani nemškega astronoma Freimuta Börngena za njegove teološke dosežke.

## Avtorska dela
Njegovo najpomembnejše delo je nedvomno O religiji: Govori izobraženim med njenimi zaničevalci (Über die Religion: Reden an die Gebildeten unter ihren Verächtern), ki je hkrati tudi njegovo prvo obsežnejše delo, izdano leta 1799. V njem se kaže vpliv mnogih velikih filozofov in Schleiermacherjeve razgledanosti. V delu je filozof izražal stališče o tem, da je vera zakoreninjena globoko v človeška čustva, in da vsi ljudje občutimo željo po izražanju svoje zavesti z drugimi. S to knjigo se je začelo obdobje protestantske liberalne teologije, ki je nudilo nov, osvežujoč pogled na tedanjo cerkev.

##### Še nekaj njegovih ostalih del
- Grundlinien einer Kritik der bisherigen Sittenlehre, 1803
- Monologe, 1806
- Kurze Darstellung des theologischen Studiums, 1811
- Der christliche Glaube nach den Grundsätzen der evangelischen Kirche, I–II, 1821
- Entwurf eines Systems der Sittenlehre, 1835
- Sämtliche Werke, I-XXX, 1835–1864
- Dialektika|Dialektik, 1839
- Grunriss der philosophischen Ethik, 1841
- Kritische Gesammtausgabe, 1980 an.
- Hermenevtika in kritika s posebnim ozirom na Novo zavezo (iz Schleiermacherjeve rokopisne zapuščine in njegovih zapisov predavanj izdal Friedrich Lücke), 1998